# Timothy Goebel
Timothy Richard Goebel (Evanston, Illinois, 10 de setembro de 1980) é um ex-patinador artístico estadunidense. Ele conquistou uma medalha de bronze olímpica em 2002, e conquistou duas medalhas em campeonatos mundiais.

## Principais resultados
| Resultados | Resultados      | Resultados    | Resultados      | Resultados       | Resultados      | Resultados        | Resultados        | Resultados       | Resultados        | Resultados       | Resultados       | Resultados       | Resultados    |
| Internacional                                                                                                   | Internacional   | Internacional | Internacional   | Internacional    | Internacional   | Internacional     | Internacional     | Internacional    | Internacional     | Internacional    | Internacional    | Internacional    | Internacional |
| Evento/Temporada                                                                                                | 1993– 1994      | 1994– 1995    | 1995– 1996      | 1996– 1997       | 1997– 1998      | 1998– 1999        | 1999– 2000        | 2000– 2001       | 2001– 2002        | 2002– 2003       | 2003– 2004       | 2004– 2005       | 2005– 2006    |
| --- | --------------- | ------------- | --------------- | ---------------- | --------------- | ----------------- | ----------------- | ---------------- | ----------------- | ---------------- | ---------------- | ---------------- | ------------- |
| Jogos Olímpicos                                                                                                 |                 |               |                 |                  |                 |                   |                   |                  | Medalha de bronze |                  |                  |                  |               |
| Campeonato Mundial                                                                                              |                 |               |                 |                  |                 | 12.º              | 11.º              | 4.º              | Medalha de prata  | Medalha de prata |                  | 10.º             |               |
| Campeonato dos Quatro Continentes                                                                               |                 |               |                 |                  |                 | 13.º              |                   |                  |                   |                  |                  |                  |               |
| GP Grand Prix Final                                                                                             |                 |               |                 |                  |                 |                   | Medalha de bronze | 5.º              | Medalha de bronze |                  |                  |                  |               |
| GP Cup of China                                                                                                 |                 |               |                 |                  |                 |                   |                   |                  |                   |                  | Medalha de ouro  |                  |               |
| GP NHK Trophy                                                                                                   |                 |               |                 |                  |                 |                   | Medalha de prata  |                  |                   |                  | Medalha de prata | Medalha de prata |               |
| GP Skate America                                                                                                |                 |               |                 |                  |                 |                   | Medalha de prata  | Medalha de ouro  | Medalha de ouro   |                  |                  |                  | 6.º           |
| GP Sparkassen Cup on Ice                                                                                        |                 |               |                 |                  |                 |                   |                   | Medalha de prata | Medalha de prata  |                  |                  |                  |               |
| GP Trophée Éric Bompard                                                                                         |                 |               |                 |                  |                 |                   |                   |                  |                   |                  |                  |                  | 4.º           |
| Nebelhorn Trophy                                                                                                |                 |               |                 |                  | Medalha de ouro |                   |                   |                  |                   |                  |                  |                  |               |
| Internacional – Júnior                                                                                          |                 |               |                 |                  |                 |                   |                   |                  |                   |                  |                  |                  |               |
| Campeonato Mundial Júnior                                                                                       |                 | 14.º          | 7.º             | Medalha de prata | WD              |                   |                   |                  |                   |                  |                  |                  |               |
| JGP JGP Final                                                                                                   |                 |               |                 |                  | Medalha de ouro |                   |                   |                  |                   |                  |                  |                  |               |
| JGP JGP França                                                                                                  |                 |               |                 |                  | Medalha de ouro |                   |                   |                  |                   |                  |                  |                  |               |
| JGP JGP Ucrânia                                                                                                 |                 |               |                 |                  | Medalha de ouro |                   |                   |                  |                   |                  |                  |                  |               |
| Blue Swords |                 | 4.º           |                 | Medalha de prata |                 |                   |                   |                  |                   |                  |                  |                  |               |
| Grand Prix St. Gervais                                                                                          |                 |               |                 | Medalha de prata |                 |                   |                   |                  |                   |                  |                  |                  |               |
| Nacional |                 |               |                 |                  |                 |                   |                   |                  |                   |                  |                  |                  |               |
| Campeonato dos Estados Unidos                                                                                   |                 |               |                 | 6.º              | WD              | Medalha de bronze | Medalha de prata  | Medalha de ouro  | Medalha de prata  | Medalha de prata | WD               | Medalha de prata | 7.º           |
| Campeonato dos Estados Unidos – Júnior                                                                          |                 | 5.º           | Medalha de ouro |                  |                 |                   |                   |                  |                   |                  |                  |                  |               |
| Campeonato dos Estados Unidos – Noviço                                                                          | Medalha de ouro |               |                 |                  |                 |                   |                   |                  |                   |                  |                  |                  |               |
| |                 |               |                 |                  |                 |                   |                   |                  |                   |                  |                  |                  |               |
| Legenda: GP = Grand Prix; JGP = Grand Prix Júnior; WD = Abandonou; Competição não foi disputada nesta temporada |                 |               |                 |                  |                 |                   |                   |                  |                   |                  |                  |                  |               |